# Triple saut masculin aux championnats du monde d'athlétisme 2019
Pour un article plus général, voir Championnats du monde d'athlétisme 2019.
Navigation
Londres 2017 Eugene 2022
L'épreuve du triple saut masculin des championnats du monde de 2019 se déroule les 27 et 29 septembre 2019 dans le Khalifa International Stadium, au Qatar.

## Résultats

### Finale
| Rang               | Athlète              | Nationalité  | Essais | Essais | Essais | Essais | Essais | Essais | Marque | Notes |
| Rang               | Athlète              | Nationalité  | 1      | 2      | 3      | 4      | 5      | 6      | Marque | Notes |
| ------------------ | -------------------- | ------------ | ------ | ------ | ------ | ------ | ------ | ------ | ------ | ----- |
| Médaille d'or      | Christian Taylor     | États-Unis   | x      | x      | 17.42  | 17.86  | 17.92  | 17.54  | 17.92  | SB    |
| Médaille d'argent  | Will Claye           | États-Unis   | 17.61  | 17.72  | 17.53  | 17.74  | 17.74  | 17.66  | 17.74  |       |
| Médaille de bronze | Hugues Fabrice Zango | Burkina Faso | 17.18  | 17.46  | 17.29  | x      | 17.56  | 17.66  | 17.66  | AR    |
| 4                  | Pedro Pablo Pichardo | Portugal     | 17.49  | 17.28  | 17.49  | 17.62  | 17.60  | 17.00  | 17.62  | SB    |
| 5                  | Cristian Nápoles     | Cuba         | 17.36  | 17.38  | x      | x      | –      | –      | 17.38  | PB    |
| 6                  | Donald Scott         | États-Unis   | x      | 16.57  | 17.05  | x      | 15.08  | 17.17  | 17.17  |       |
| 7                  | Alexis Copello       | Azerbaïdjan  | x      | x      | 17.10  | x      | x      | –      | 17.10  | SB    |
| 8                  | Jordan Díaz          | Cuba         | 15.88  | 16.86  | 17.10  | 16.86  | 17.06  | 16.69  | 17.06  |       |
| 9                  | Wu Ruiting           | Chine        | 16.97  | 16.86  | 16.88  |        |        |        | 16.97  |       |
| 10                 | Fang Yaoqing         | Chine        | 15.94  | 16.42  | 16.65  |        |        |        | 16.65  |       |
| 11                 | Necati Er            | Turquie      | 16.34  | x      | 15.62  |        |        |        | 16.34  |       |
| 12                 | Almir dos Santos     | Brésil       | x      | x      | 15.01  |        |        |        | 15.01  |       |

### Qualifications
Qualification : 17,10 m ou les 12 meilleurs sauts.
| Rang | Groupe | Nom                  | Nationalité             | #1    | #2    | #3    | Resultat | Notes |
| ---- | ------ | -------------------- | ----------------------- | ----- | ----- | ----- | -------- | ----- |
| 1    | A      | Pedro Pablo Pichardo | Portugal                | 17.38 |       |       | 17.38    | Q     |
| 2    | A      | Hugues Fabrice Zango | Burkina Faso            | 16.60 | 17.17 |       | 17.17    | Q     |
| 3    | B      | Christian Taylor     | États-Unis              | 16.99 | 16.94 | —     | 16.99    | q     |
| 4    | A      | Donald Scott         | États-Unis              | x     | 16.47 | 16.99 | 16.99    | q     |
| 5    | A      | Will Claye           | États-Unis              | 16.83 | 15.25 | 16.97 | 16.97    | q     |
| 6    | B      | Alexis Copello       | Azerbaïdjan             | 16.67 | x     | 16.95 | 16.95    | q     |
| 7    | B      | Jordan Díaz          | Cuba                    | 16.61 | 16.60 | 16.93 | 16.93    | q     |
| 8    | A      | Almir dos Santos     | Brésil                  | 16.92 | —     | 16.21 | 16.92    | q     |
| 9    | B      | Fang Yaoqing         | Chine                   | x     | 16.92 | x     | 16.92    | q     |
| 10   | B      | Wu Ruiting           | Chine                   | x     | 16.90 | 16.80 | 16.90    | q     |
| 11   | A      | Cristian Nápoles     | Cuba                    | 16.84 | 16.75 | 16.88 | 16.88    | q     |
| 12   | B      | Necati Er            | Turquie                 | x     | 16.65 | 16.87 | 16.87    | q     |
| 13   | B      | Omar Craddock        | États-Unis              | 16.87 | x     | x     | 16.87    |       |
| 14   | B      | Dmitriy Sorokin      | Athlète neutre autorisé | 16.68 | x     | 16.86 | 16.86    |       |
| 15   | B      | Nelson Évora         | Portugal                | 16.26 | 16.67 | 16.80 | 16.80    |       |
| 16   | A      | Zhu Yaming           | Chine                   | 16.79 | 16.75 | 16.48 | 16.79    |       |
| 17   | B      | Benjamin Williams    | Royaume-Uni             | 15.89 | 16.77 | 15.55 | 16.77    |       |
| 18   | A      | Alexey Fyodorov      | Athlète neutre autorisé | 16.49 | 16.71 | 16.16 | 16.71    |       |
| 19   | A      | Nazim Babayev        | Azerbaïdjan             | 16.65 | 16.38 | 16.51 | 16.65    |       |
| 20   | A      | Yasser Mohamed Triki | Algérie                 | 16.34 | 16.62 | 16.51 | 16.62    |       |
| 21   | B      | Georgi Tsonov        | Bulgarie                | x     | 16.61 | 16.08 | 16.61    |       |
| 22   | A      | Benjamin Compaoré    | France                  | 16.59 | 16.35 | 16.15 | 16.59    |       |
| 23   | A      | Simo Lipsanen        | Finlande                | 16.44 | 16.47 | x     | 16.47    |       |
| 24   | A      | Andy Díaz            | Cuba                    | x     | 16.41 | 16.39 | 16.41    |       |
| 25   | A      | Chengetayi Mapaya    | Zimbabwe                | 14.80 | x     | 16.36 | 16.36    |       |
| 26   | B      | Jean-Marc Pontvianne | France                  | 16.02 | 16.31 | x     | 16.31    |       |
| 27   | B      | Alexsandro Melo      | Brésil                  | 15.90 | 16.26 | x     | 16.26    |       |
| 28   | A      | Latario Collie-Minns | Bahamas                 | 16.26 | x     | x     | 16.26    |       |
| 29   | B      | Levon Aghasyan       | Arménie                 | 16.24 | 15.98 | 16.04 | 16.24    |       |
| 30   | B      | Lathone Collie-Minns | Bahamas                 | 15.62 | 13.50 | 15.89 | 15.89    |       |
| 31   | A      | Ruslan Kurbanov      | Ouzbékistan             | x     | 15.86 | x     | 15.86    |       |
| 32   | A      | Andrea Dallavalle    | Italie                  | x     | 14.63 | 15.09 | 15.09    |       |
| 33   | B      | Jordan Scott         | Jamaïque                | 14.73 | —     | —     | 14.73    |       |

## Légende
Records et Performances
- AR : Record continental (area record)
- CR : Record des championnats (championship record)
- MR : Record du meeting (meet record)
- NR : Record national (national record)
- OR : Record olympique (olympic record)
- PR : Record paralympique (paralympic record)
- PB : Record personnel (personal best)
- SB : Meilleure performance personnelle de la saison (season's best)
- WL : Meilleure performance mondiale de l'année (world leader)
- WJR : Record du monde junior (world junior record)
- WR : Record du monde (world record)

Circonstances et Conditions
- DNF : N'a pas terminé (did not finish)
- DNS : N'a pas pris le départ (did not start)
- DQ : Disqualification (disqualification)
- NM : Aucun essai valable enregistré (No Mark)
- Q : Qualifié « directement » au prochain tour (ou à la prochaine compétition), lors d'une compétition majeure, grâce au classement ou à la réalisation des minima (automatic qualifier)
- q : Qualifié au prochain tour (ou à la prochaine compétition), lors d'une compétition majeure, grâce au repêchage ou à la réalisation de l'une des meilleures performances parmi celles des « non qualifiés directement » (grâce au meilleur temps ou à la meilleure distance par exemple) (secondary qualifier)